# Kirchberg
Kirchberg je občina v departmaju Haut-Rhin francoske regije Alzacija.
Leta 1990 je v občini živelo 802 oseb oz. 119 oseb/km².